# Eberhard Mehl
Eberhard Mehl (Colonia, 20 de abril de 1935-Coblenza, 29 de marzo de 2002) fue un deportista alemán que compitió para la RFA en esgrima, especialista en la modalidad de florete. Participó en dos Juegos Olímpicos de Verano en los años 1960 y 1964, obteniendo una medalla de bronce en Roma  1960 en la prueba por equipos.

## Palmarés internacional
| Representando al Equipo Alemán Unificado |               |                   |                     |
| Juegos Olímpicos                         |               |                   |                     |
| Año                                      | Lugar         | Medalla           | Prueba              |
| 1960                                     | Roma (Italia) | Medalla de bronce | Florete por equipos |